# Michel Loeb
Pour les articles homonymes, voir Loeb.
Michel Loeb est un artiste peintre français né à Saint-Cloud le 6 septembre 1931.

## Biographie
Michel Loeb suit d'abord une formation de diamantaire comme son père et peint en amateur.
Il se consacre à la peinture à partir de 1970, après sa rencontre avec le marchand d'art Félix Vercel, qui le prend alors sous contrat et l'expose à Paris, à New York et à Tokyo. La mode est alors à l'art naïf et son œuvre connaît un grand succès auprès des acteurs et des écrivains ; ainsi, il prépare pas moins d'une exposition par an jusqu'en 1988.
Depuis lors, il s'est installé à Oppède, dans le Luberon, entre vignobles, pinèdes, garrigues et oliveraies où il puise son inspiration.
Depuis 1993, Michel Loeb est représenté, dans le sud de la France, par la galerie Pascal Lainé.

## Expositions personnelles
- 1963 : Galerie Dauphine, Paris,  France
- 1965 : Galerie Fernand Depas, Paris
- 1967 : Galerie 93, Paris
- 1970-1988 : Galerie Félix Vercel, Paris, France (en alternance avec New York ( États-Unis) Madison Avenue, 16 expositions)
- 1973 : Exposition de groupe, Hôtel Saint-Georges, Beyrouth,  Liban
- 1977 : Galerie Aleph, Paris, France
- 1980 : Galerie Harris Fine Art, Los Angeles,  États-Unis
- 1982 : Galerie K. Levinston, Stockholm,  Suède
- 1985 : Galerie Weber, Genève,  Suisse
- 1987 : Galerie Daniel Varenne, Gstaad,  Suisse
- 1989 : Galerie Laburthe, Paris
- 1990 : Galerie Klein-Roncari, Paris
- 1990 : Galerie Nissho Iwai, Tokyo,  Japon
- 1991 : Galerie 1900/2000 Chicago, " autour de Duchamp " (groupe), Paris, France
- 1991 : Galerie 5, Bonnieux, France
- 1992 : Galerie Klein-Roncari, Paris, France
- 1992 : Hôtel de Rochegude, Avignon, France
- 1993 : Galerie Pascal Lainé, Gordes, France
- 1994 : Galerie Nathalie Seroussi, Paris, France
- 1994 : Fiac, Paris, France
- 1995 : Musée Campredon, L'Isle-sur-la-Sorgue, France
- 1995 : Vous avez dit bazar, Galerie Pascal Lainé, Gordes, France
- 1996 : Galerie Nathalie Seroussi, Paris, France
- 1997 : Galerie 1900/2000, Chicago,  États-Unis
- 1997 : Maison Biehn, L'Isle-sur-la-Sorgue, France
- 1997 : Fiac, Paris, France présenté par la Galerie Daniel Varenne, Genève, Suisse
- 1998 : Hommage à Félix Vercel, Paris, France
- 1998 : Galerie Daniel Varenne, Genève,  Suisse
- 1999 : Galerie Zannetacci, Genève
- 2000 : Galerie Artema, Bruxelles,  Belgique
- 2001 : Galerie Félix Vercel, Paris, France
- 2003 : Galerie Gérard Guerre, Avignon, France
- 2005 : Galerie Darga & Lansberg, Paris, France
- 2005 : Chart Galery, Paris, France
- 2006-2007 : Maison René Char, Musée Campredon L'Isle-sur-la-Sorgue, France
- 2008 : Galerie Félix Vercel, Paris, France
- 2008 : Galerie Pascal Lainé, Ménerbes, France
- 2010 : Loebjetrouvé Galerie Pascal Lainé, Ménerbes, France
- 2011 : Un petit safari Galerie Pascal Lainé, Ménerbes, France
- 2012 : loebjet baroque Galerie Yu, Paris, France
- 2012 : Galerie Dumonteil, Shanghai,  Chine
- 2013 : Ceci n'est pas Galerie Pascal Lainé, Ménerbes, France
- 2014 : Galerie Félix Vercel, Paris, France
- 2015 : Petits jets d'œuvres en puéril... Galerie Pascal Lainé, Ménerbes, France
- 2016 : Passeurs de rêves, Galerie Retour De voyage, L'Isle sur la Sorgue, France
- 2017 : Quand l'art s'emmêle les pinceaux Galerie Pascal Lainé, Ménerbes, France